# 洛帕康鎮區 (新澤西州)
洛帕康鎮區（英語：Lopatcong Township）是位於美國新澤西州沃倫縣的一個鎮區。

## 地方資料
洛帕康鎮區的面積為19.10平方千米，當中陸地面積為18.95平方千米，而水域面積為0.15平方千米。根據2020年美國人口普查的數據，當地共有人口8776人，而人口密度為每平方千米459.48人。